# Nguyễn Văn Thắng (thẩm phán)
Nguyễn Văn Thắng (sinh năm 1960) là thẩm phán cao cấp người Việt Nam. Ông từng là Chánh án Tòa án nhân dân tỉnh Hà Tĩnh. 

## Tiểu sử
Nguyễn Văn Thắng sinh năm 1960, quê quán tại xã Cẩm Thành, huyện Cẩm Xuyên, tỉnh Hà Tĩnh.
Ông có bằng Cử nhân Luật.
Ông là đảng viên Đảng Cộng sản Việt Nam.
Chiều ngày 22 tháng 4 năm 2015, Nguyễn Văn Thắng, Phó Chánh án Tòa án nhân dân tỉnh Hà Tĩnh, được trao Quyết định số 508/QĐ-TCCB của Chánh án Tòa án nhân dân tối cao Việt Nam Trương Hòa Bình bổ nhiệm giữ chức vụ Chánh án Tòa án nhân dân tỉnh Hà Tĩnh nhiệm kì 5 năm thay cho Trần Quốc Việt được điều động công tác tại Tòa án nhân dân tối cao.
Ngày 17 tháng 4 năm 2018, ông được Chủ tịch nước Việt Nam Trần Đại Quang bổ nhiệm chức danh Thẩm phán cao cấp.
Ông là Chánh án Tòa án nhân dân tỉnh Hà Tĩnh từ năm 2018, nghỉ hưu vào tháng 6 năm 2021.